# Буздалов, Иван Николаевич
Ива́н Никола́евич Буздалов (23 ноября 1928 — 14 июля 2018, Москва) — советский и российский учёный-экономист, специалист в области управления агропромышленным комплексом, академик РАСХН (1995—2013), академик РАН (2013), лауреат премии имени А. В. Чаянова (1999).

## Биография
Родился 23 ноября 1928 года в с. Кириллово (ныне — Сухиничского района Калужской области).
С 1947 по 1951 год работал исполняющим обязанности инженера Брянского областного управления сельского хозяйства.
В 1956 году окончил Московскую сельскохозяйственную академию имени К. А. Тимирязева.
С 1956 по 1957 годы — заведующий отделом экономики Пензенской государственной сельскохозяйственной опытной станции.
С 1957 по 1962 годы — учёба в аспирантуре.
С 1962 по 1979 годы — младший, затем старший научный сотрудник Института экономики АН СССР.
В 1973 году — защитил докторскую диссертацию.
В 1989 году — присвоено учёное звание профессора.
С 1979 по 2010 годы — ведущий, главный научный сотрудник Института экономики мировой социалистической системы АН СССР (с 1992 Институт международных экономических и политических исследований РАН), и одновременно (с 1991 года) — главный научный сотрудник, руководитель отдела теории аграрных отношений (1991—2011) Всероссийского института аграрных проблем и информатики имени А. А. Никонова.
В 1995 году избран академиком РАСХН. В 2013 году избран академиком РАН (в рамках присоединения РАСХН к РАН).
Умер в 2018 году. Похоронен на Хованском кладбище (Северная терр.).

## Научная деятельность
Видный ученый в области теории аграрных отношений, кооперации, экономической эффективности, интенсификации сельскохозяйственного производства.
Один из соавторов законов «О кооперации в СССР» (1988), «Основы законодательства СССР и союзных республик о земле» (1991).
Принимал участие в подготовке Указа Президента РФ «О неотложных мерах по осуществлению земельной реформы в РСФСР» (1991), постановления Правительства СССР «О реорганизации колхозов и совхозов» (1991).
Являлся членом совета по вопросам агропромышленного комплекса при Председателе Совета Федерации Федерального Собрания Российской Федерации. Эксперт Российского гуманитарного научного фонда.
Автор более 600 научных трудов, в том числе 25 монографий.
- Интенсификация сельскохозяйственного производства. — М.: Экономика, 1962. — 152 с.
- Экономическая эффективность интенсификации сельскохозяйственного производства. — М.: Колос, 1966. — 390 с.
- Возрождение кооперации. — М.: Экономика, 1990. — 175 с.
- Стратегия аграрной реформы в России / соавт.: Э.Н. Крылатых и др. — М.: Мировой банк, 1992. — 306 с.
- Аграрные отношения: теория, историческая практика, перспективы развития / соавт.: Э.Н. Крылатых и др.; РАН. — М.: Наука, 1993. — 270 с.
- Земельный вопрос / соавт.: Е.С. Строев и др. — М.: Колос, 1999. — 536 с.
- Аграрная реформа в России: концепции, опыт, перспективы / соавт.: Н.И. Кресникова и др. — М.: Энцикл. рос. деревень, 2000. — 431 с. — (Науч. тр. / Всерос. ин-т аграр. пробл. и информатики; вып. 4).
- Теоретическое наследие аграрников-экономистов 50–80-х гг. и аграрная реформа в России / соавт.: Г.И. Шмелев и др. — М.: Академия, 2001. — 412 с.
- Социально-экономические проблемы аграрной политики и развитие / соавт.: Л.Ф. Арсенькина и др.; Всерос. ин-т аграр. пробл. и информатики им. А.А. Никонова. - М.: Энцикл. рос. деревень, 2002. - 336 с.
- АПК Российского Черноземья: состояние, опыт, стратегия развития / соавт.: И.Ф. Хицков и др.; НИИ экономики и орг. АПК ЦЧР РФ и др. - Воронеж: Воронеж, 2003. - 608 с.
- Аграрная теория: концептуальные основы, тенденции развития, современные представления / Всерос. ин-т аграр. пробл. и информатики им. А.А. Никонова. - М.: Academia : ПИК ВИНИТИ, 2005. - 343 с.
- Избранные труды: в 3-х т. / Всерос. ин-т аграр. пробл. и информатики им. А.А. Никонова. -М. 2008. - Т.1. Интенсификация, земельная рента, эффективность. - 325 с.; Т.2. На тернистом пути научной "реабилитации" рыночной системы аграрных отношений. - 383 с.; Т.3. Кооперация. Проблемы современной аграрной реформы. - 381 с.
- Экономический словарь / соавт.: Е.Г. Багудина и др. - М.: Проспект, 2009. - 619 с.
- Методы оценки территориального разделения труда и территориальной организации сельского хозяйства / соавт.: В.Ф. Башмачников и др.; Всерос. ин-т аграр. пробл. и информатики им. А.А. Никонова. - М., 2012. - 221 с.

## Награды
- Премия имени А. В. Чаянова (совместно с Г. И. Шмелёвым, В. Д. Мартыновым, за 1999 год) — за монографию «Сельскохозяйственная кооперация: теория, мировой опыт, проблемы возрождения в России»